# Gianicelli Károly
Gianicelli Károly (Carl Gianicelli; Gaming, Alsó-Ausztria, 1860. április 24. – Bayreuth, 1939. június 9.) magyar zeneművész, tanár. A Magyar Királyi Operaház zenekarának első gordonosa, akinek vezetésével megindult a Zeneakadémián a nagybőgő oktatása.

## Élete
Édesapja Festetits Gábor gróf tiszttartója volt. Tolnán nőtt föl, és ott végezte el az elemi iskolát is. 1870-től a wiedeni főreáliskolában tanult. 1877-től 1881-ig a bécsi zenei Konzervatóriumba járt (Simandl osztályába). Tanulmányait kiváló eredménnyel végezte el, és gordon művészi oklevelet kapott. 1881-től három éven át a hannoveri Királyi Színház zenekarában játszott, egyúttal a királyi porosz kamarazenész címet is megkapta. Erkel Sándor akkori igazgató meghívására 1884-ben lett a budapesti Magyar Királyi Operaház zenekarának tagja, előbb negyedik „gordonjátszói” minőségben, 1888-tól pedig a gordon szólam vezetésével bízták meg.
1886-ban meghívást kapott a Bayreuthi Ünnepi Játékokra, és ott évtizedeken keresztül első gordonjátszóként szerepelt minden ünnepi előadás évében. 1890-től a Zeneakadémia újonnan létrehozott nagybőgő tanszakán tanított. A tanszak első tanáraként az ő feladata volt összeállítani és fokozatosan bevezetni a tantervet. Széles körű tudásának elismerését jelentette, hogy a Budapesti Filharmóniai Társaság választmányának tagjaként megbízták a filharmóniai hangversenyek műsorának összeállításával. Ezt a tevékenységet évekig folytatta. A lipótvárosi Kaszinó művészestélyeinek is lelkes szervezője és művészeti vezetője volt. Az aktív tevékenységtől huszonkét évnyi tanítás után, 1912-ben vonult vissza. Még ebben az évben Bayreuthba költözött, és ott élte le élete hátralévő részét.